# St. Kilian (Duttenberg)

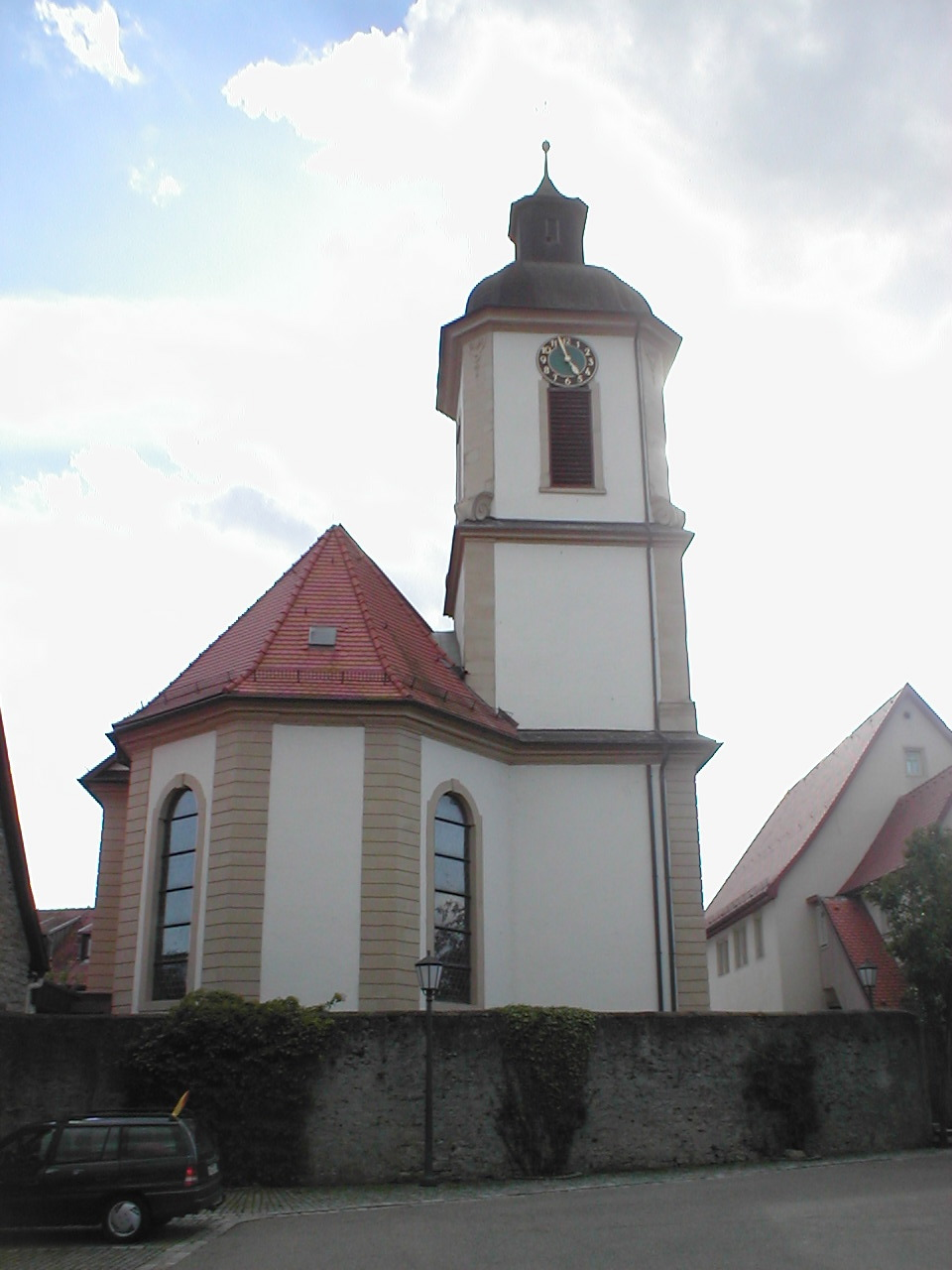
Katholische Kirche St. Kilian in Duttenberg

Die katholische Kirche St. Kilian in Bad Friedrichshall-Duttenberg ist eine 1734 im Stil des Barock vom Deutschen Orden erbaute Dorfkirche.

## Geschichte
Die Kilianskirche steht auf einer Anhöhe über dem Jagsttal westlich der ehemaligen Burg Duttenberg. Ihre Entstehung, nach der einen Kilometer westlich liegenden Kreuzkapelle bereits als zweite Kirche des Ortes, hängt wohl mit der Gründung des Herrenhofes um das Jahr 800 zusammen. Auf dieses Alter deutet auch der Kirchenpatron Kilian, der Hauptheilige des 732 neu gegründeten Bistums Würzburg, hin. Die Kirche in Duttenberg war die Mutterkirche der Filialkirchen in den umliegenden Orten Obergriesheim, Hagenbach, Offenau und Bachenau, die jedoch zumeist schon im Mittelalter, Bachenau erst 1876 zu eigenständigen Pfarreien erhoben wurden.
Gemäß der Jahreszahl am Hauptportal wurde das heutige Kirchengebäude im Stil des späten Barock im Jahr 1734 unter der Herrschaft des damaligen Deutschorden-Komturs Johann Christoph von Buseck von dem Baumeister Georg Philipp Wenger aus Neckarsulm erbaut.
Die ursprünglich zweistöckige Empore wurde bei einer Sanierung 1973 durch eine einstöckige Stahlbetonkonstruktion ersetzt. Für 2008 ist eine erneute Sanierung geplant.

## Beschreibung

### Architektur

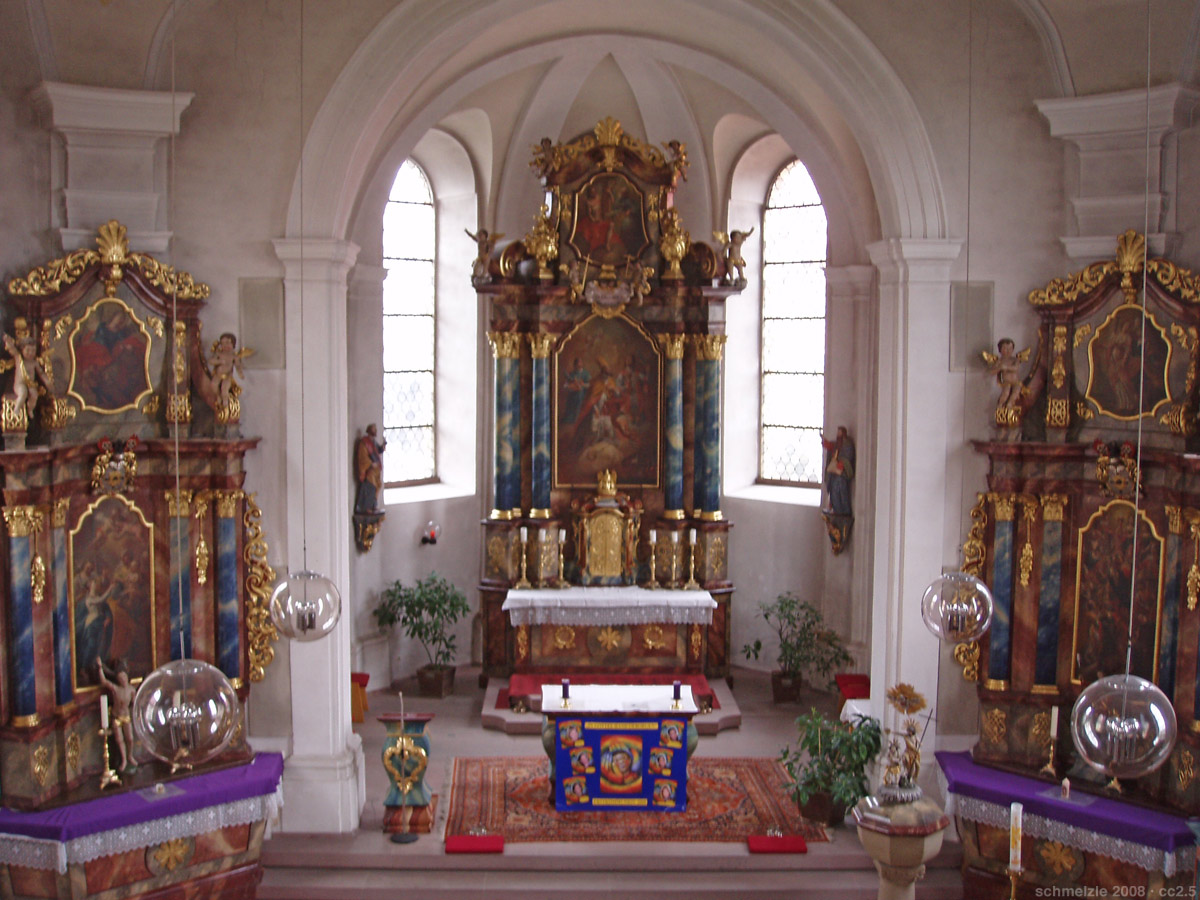
Blick zum Chor

Die Kilianskirche ist ein einschiffiger Putzbau im Stil des späten Barock. Das Hauptportal der Kirche befindet sich an der westlichen Giebelseite, der Chor befindet sich im Osten. Der Kirchenbau ist am Westportal sowie mit einem Inschriftenstein an der Innenseite der westlichen Giebelwand auf 1734 datiert. An die Nordostecke des Kirchenschiffs ist der Kirchturm angebaut, in dessen Untergeschoss sich eine kleine Turmkapelle befindet. Der bildhauerische Kirchenschmuck aus dem 18. Jahrhundert stammt von J. A. Esterbauer und Kilian Hollbusch.

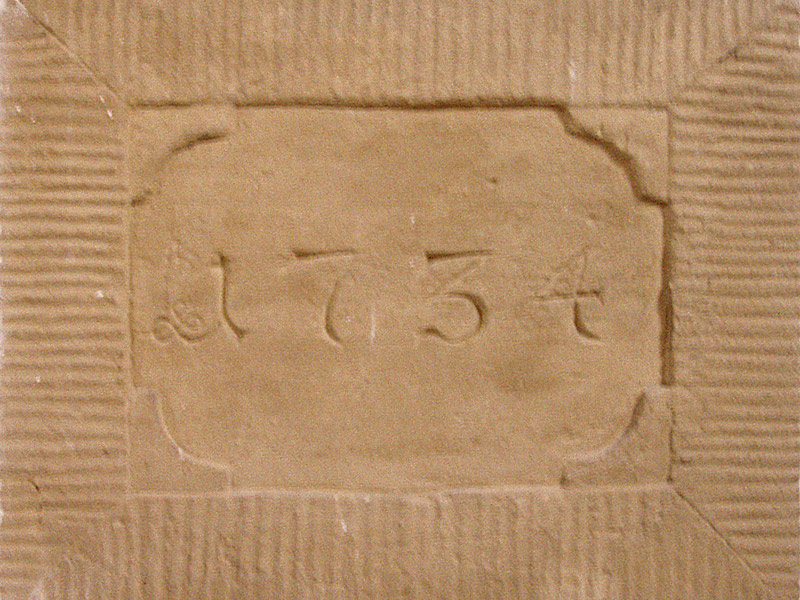
Grundstein 1734
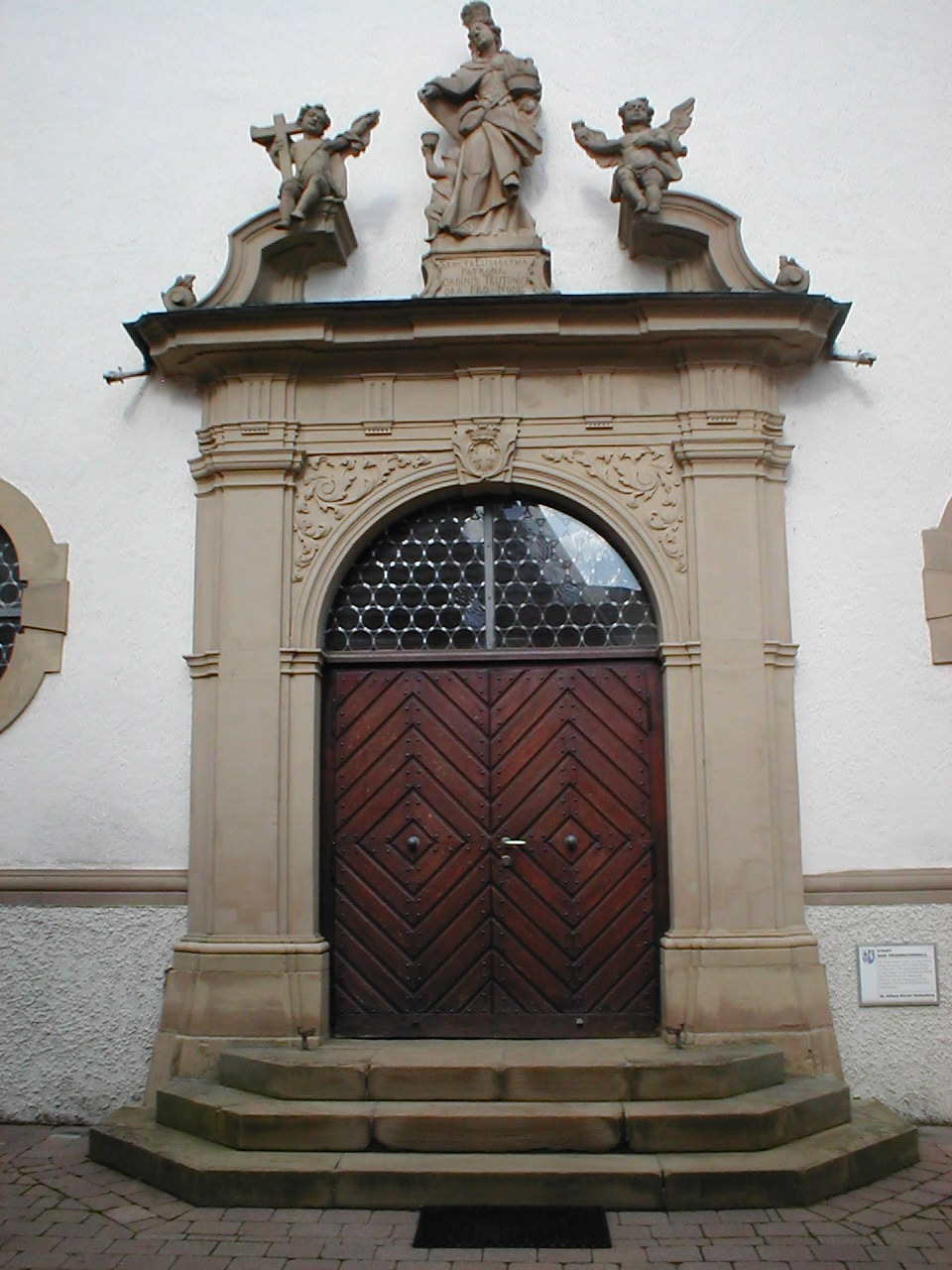
Westportal von St. Kilian
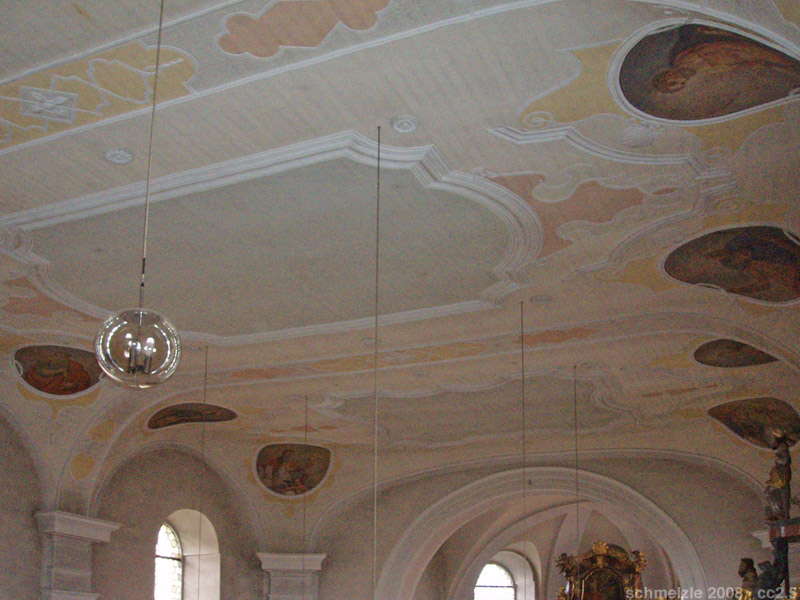
Decke des Langhauses

### Altäre

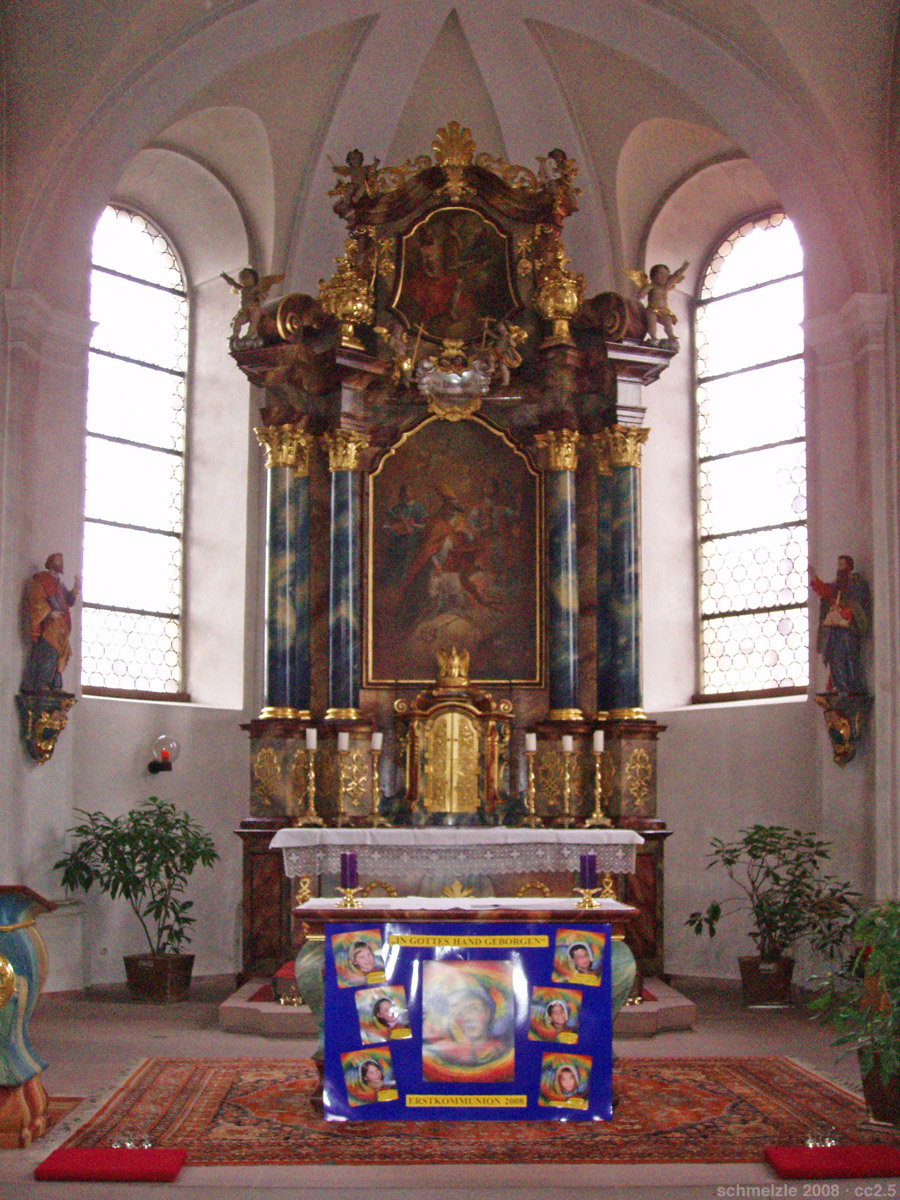
Hochaltar, davor der moderne Zelebrationsaltar

Der Hochaltar im Chor zeigt ein Bild des Kirchenpatrons St. Kilian, das bis 1763 von Johann Gihser geschaffen wurde. An den Seitenwänden des Chors sind Steinfiguren von Petrus und Paulus angebracht. Das Altarbild des Marienaltars links des Triumphbogens zeigt die Heilige Familie im Tempel von Jerusalem, das Altarbild des rechten Seitenaltars zeigt die Vierzehn Nothelfer. Beide Seitenaltäre sind von Deutschordenswappen bekrönt, deren Inschriften J.C.V.B. – T.O.R (Johann Christoph von Buseck – Teutsch Ordens Ritter) an den Bauherrn der Kirche erinnern. Der Taufstein vor dem Nothelfer-Altar hat einen Aufsatz mit einer historischen Figurengruppe, die eine Taufszene darstellt. Die barocken Altäre der Kirche werden durch die an der Südwand des Langhauses angebrachte Kanzel im Stil der Zeit ergänzt. Der Zelebrationsaltar vor dem Hochaltar ist jüngeren Datums.

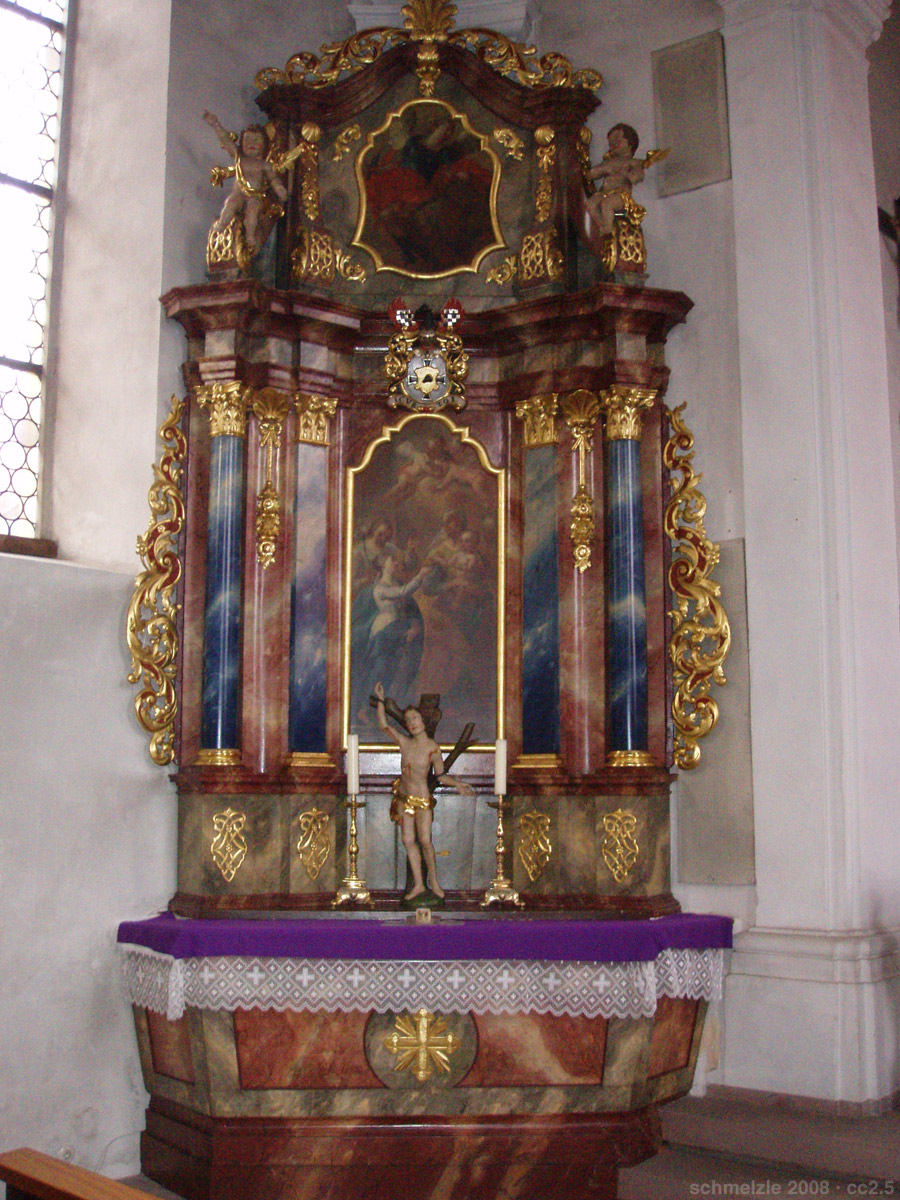
Marienaltar
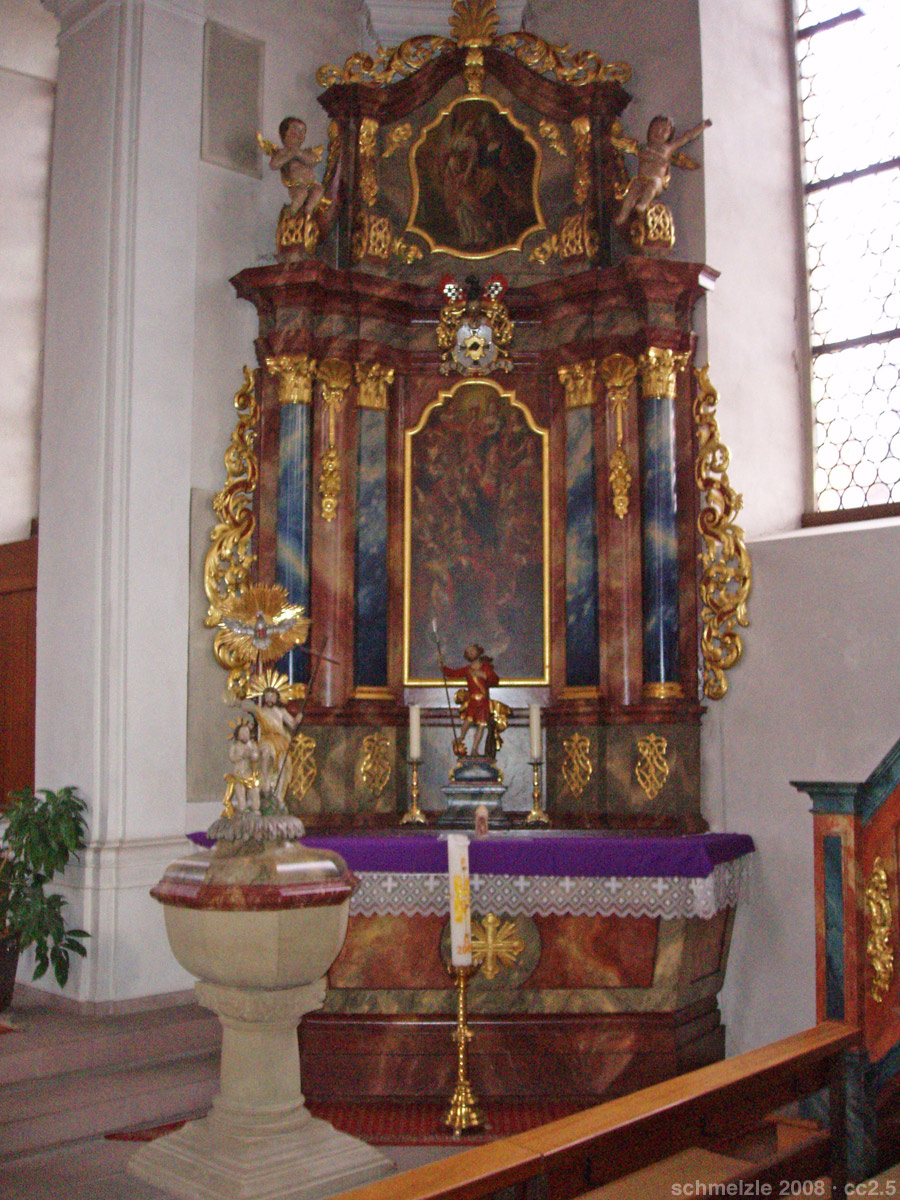
Nothelferaltar
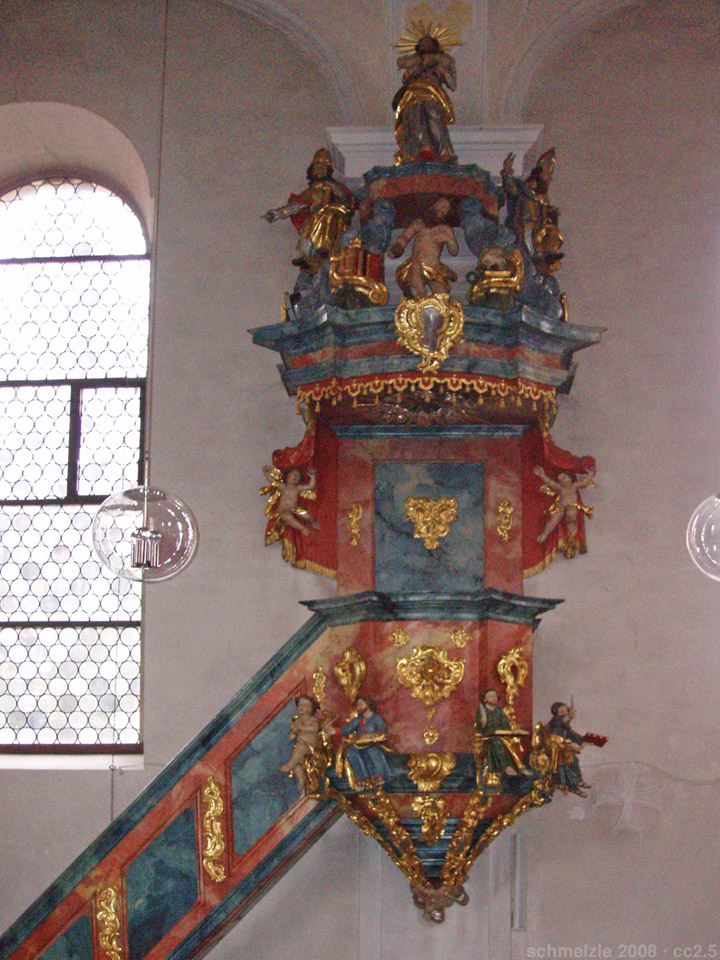
Kanzel
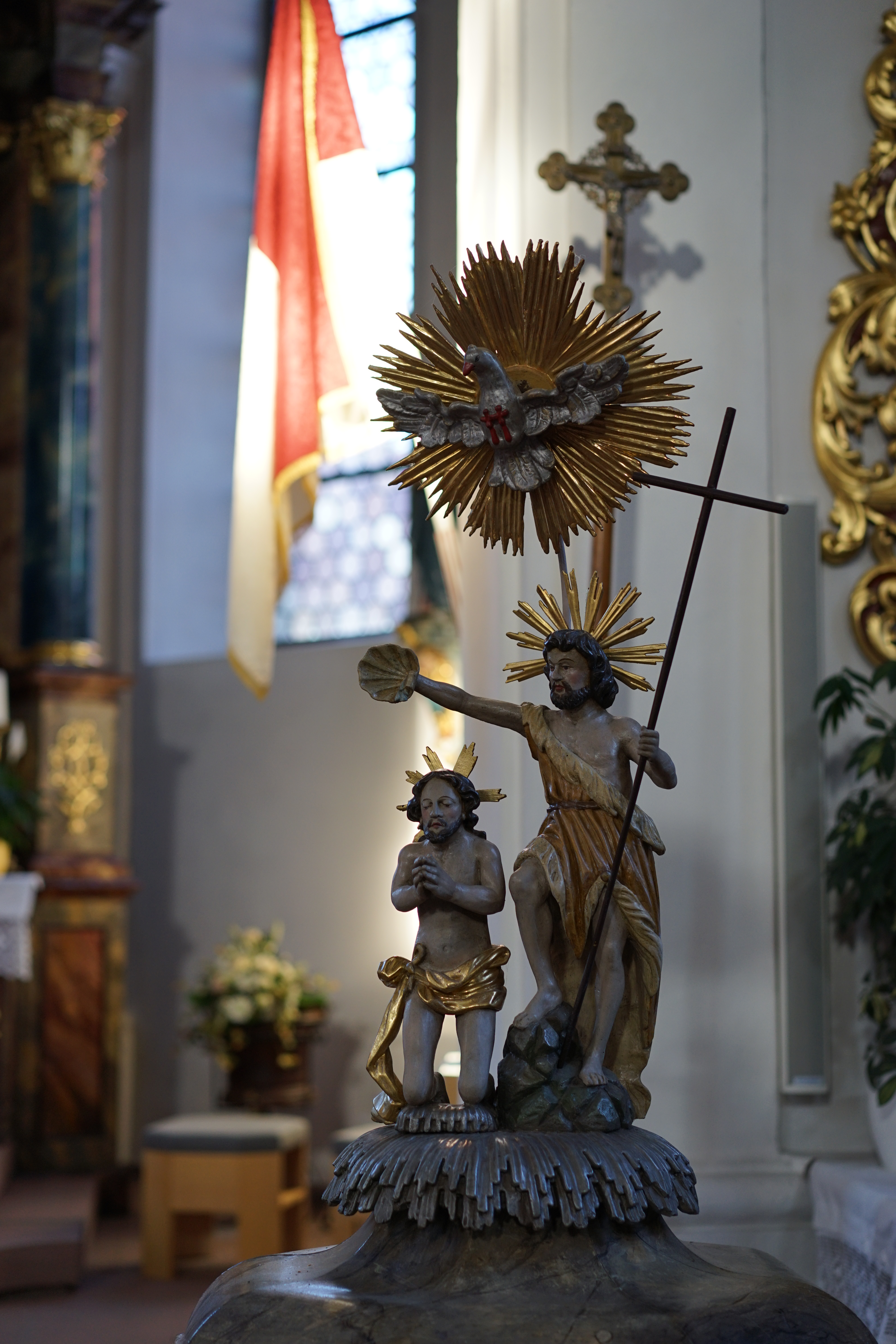
Deckel des Taufsteins

### Pietà

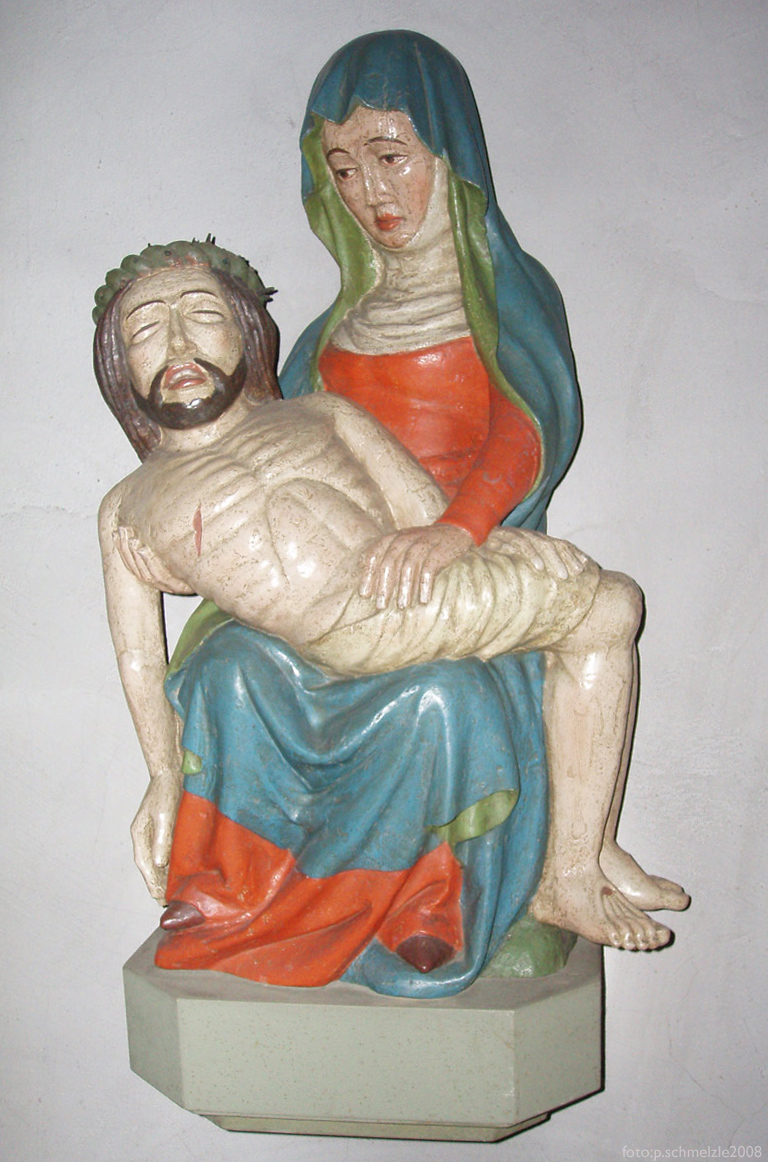
Pietà

Die Pietà in der Turmkapelle stammt aus der Zeit der Gotik. Die vollplastische, farbig gefasste Lindenholzfigur hat eine Höhe von 74 cm und eine Breite von 43 cm. Die Figurenkomposition ist eine Übergangsform zwischen den Vesperbildern mit steil aufgerichtetem Jesuskörper um 1350 und denjenigen mit querliegendem Jesuskörper nach 1400, die Plastik wird daher und aufgrund der Faltenform auf die Zeit um 1380 datiert, wenngleich die breite Beinstellung Mariens auch auf eine Entstehung erst nach 1400 hinweisen könnte. Ursprünglich war die Figur wohl in der Duttenberger Kreuzkapelle  aufgestellt, kam dann in das Schwesternhaus der Gemeinde und entging nach 1945 nur knapp ihrer Zerstörung als Brennholz. Die Figur wurde 1973/74 bei Eckert in Bad Mergentheim restauriert.

### Orgel
Die im Westen des Langhauses eingezogene einstöckige Empore aus Stahlbeton ist ein Einbau aus jüngerer Zeit. Auf der Empore befindet sich eine moderne Orgel.

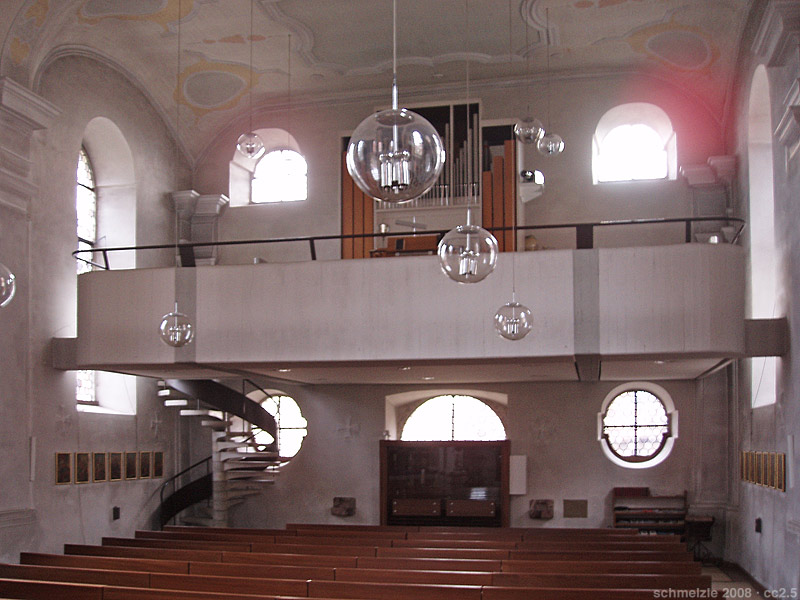
Empore
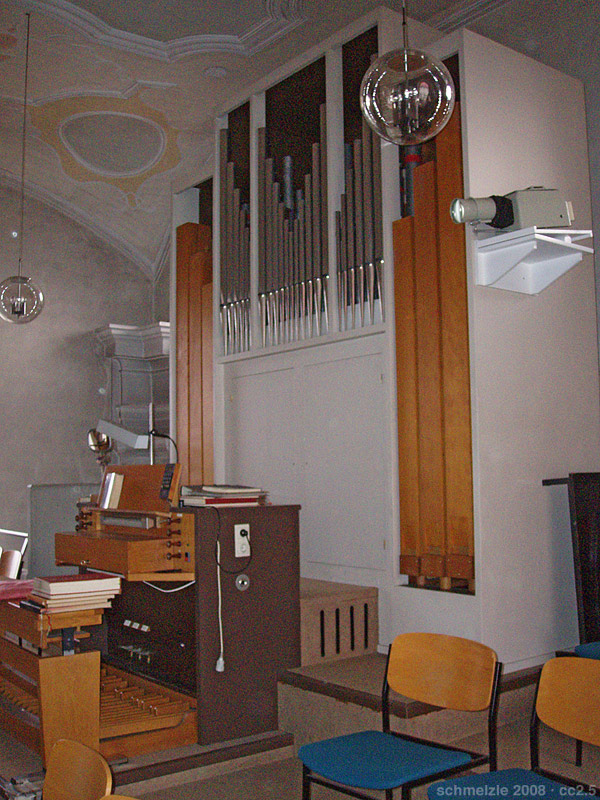
Orgel